# Кубок Чорногорії з футболу 2020—2021
Кубок Чорногорії з футболу 2020–2021 — 15-й розіграш кубкового футбольного турніру в Чорногорії. Титул здобула Будучност.

## Календар
| Раунд      | Дата                      | Матчі | Клуби  |
| ---------- | ------------------------- | ----- | ------ |
| 1/8 фіналу | 21 жовтня 2020            | 8     | 16 → 8 |
| 1/4 фіналу | 25 листопада 2020         | 4     | 8 → 4  |
| 1/2 фіналу | 21 квітня - 5 травня 2021 | 2     | 4 → 2  |
| Фінал      | 30 травня 2021            | 1     | 2 → 1  |

## 1/8 фіналу
| Команда 1      | Рахунок | Команда 2           |
| -------------- | ------- | ------------------- |
| 21 жовтня 2020 |         |                     |
| Грбаль (2)     | 0:4     | Арсенал (Тиват) (2) |
| Бокель (2)     | 3:0     | Ком (2)             |
| Петровац       | 1:5     | Дечич               |
| Будучност      | 3:1     | Рудар               |
| Сутьєска       | 3:0     | Єдинство (2)        |
| Зета           | 8:0     | Ібар (2)            |
| Подгориця      | 2:0     | Єзеро               |
| Іскра          | 3:0     | Тітоград            |

## 1/4 фіналу
| Команда 1           | Рахунок | Команда 2 |
| ------------------- | ------- | --------- |
| 25 листопада 2020   |         |           |
| Арсенал (Тиват) (2) | 0:1     | Іскра     |
| Бокель (2)          | 0:6     | Будучност |
| Дечич               | 1:0     | Сутьєска  |
| Подгориця           | 2:3     | Зета      |

## 1/2 фіналу
| Команда 1                 | Заг. | Команда 2 | 1-й матч | 2-й матч |
| ------------------------- | ---- | --------- | -------- | -------- |
| 21 квітня - 5 травня 2021 |      |           |          |          |
| Іскра                     | 0:1  | Дечич     | 0:0      | 0:1      |
| Зета                      | 2:4  | Будучност | 2:1      | 0:3      |

## Фінал
| 30 травня 2021 21:30 (EEST) |

| Дечич       | 1:3      | Будучност                         |
| ----------- | -------- | --------------------------------- |
| Пешукич 38' | Протокол | Вучич 3' Мійович 28' Іванович 89' |

| Міський стадіон, Подгориця Глядачів: 948 Арбітр: Мілета Щепанович |